# Haplochthonius muscicola
Haplochthonius muscicola är en kvalsterart som beskrevs av K. Fujikawa 1996. Haplochthonius muscicola ingår i släktet Haplochthonius och familjen Haplochthoniidae. Inga underarter finns listade i Catalogue of Life.